# فیات ای.۸۰
فیات ای. ۸۰ (به انگلیسی: Fiat A.80) یک موتور هواگرد ساختِ کارخانهٔ فیات اتومبیلز در کشور ایتالیا است.